# Імені Назарбекова Айтбая
імені Назарбе́кова Айтба́я (каз. Назарбеков Айтбай а.а.) — село у складі Мойинкумського району Жамбильської області Казахстану. Входить до складу Кизилтальського сільського округу.
У радянські часи село називалось Жасулан.
Населення — 386 осіб (2021; 395 у 2009, 715 у 1999, 1164 у 1989).